# Joaquín Oltra Sanchis
Joaquín Oltra Sanchis (El Genovés, 10 de novembre de 1960) és un pilotari valencià conegut com a Oltra en nòmina de l'empresa ValNet. Va ser dauer del Raspall i l'escala i corda i actualment fa de feridor.
Començà a jugar amb 17 anys al Raspall, modalitat molt arrelada al seu poble natal, sent un dels màxims exponents de la modalitat durant quatre anys. En 1978 es dona a conèixer com a jugador d'escala i corda guanyant campionats juvenils. El raspall continua sent la seua modalitat preferida arribant a convertir-se en figura professional, fins que, després del servei militar, torna a intentar de bell nou jugar a Escala i corda, aconseguint el seu propòsit, tot convertint-se en un dels millors professionals del moment. Es va mantenir en l'elit fins als anys 90, amb un Bancaixa i dos subcampionats. Com a escalater, fou reconegut per la seua potència i, sobretot, molt restador de pilota per davant, a més de saber entrar-li per dalt a volea i bot de braç.
En acabar la seua carrera com a rest, als 40 anys, Oltra continua actiu als trinquets, ara com a feridor. Va començar al de Castelló, Ribera Alta, donant el bot a Pelayo poc després. Oltra s'ha consolidat com el millor feridor del moment, amb una tècnica especial, ja que enrosca la pilota. La seua manera de ferir va ser tan determinant que els jugadors demanaren que se li llevara la falta perquè arriscara menys. Els aficionats consideren que la seua actuació a la final de l'Individual de 2011 va ser decisiva perquè guanyara Àlvaro.

## Palmarès
- Escala i corda:
  - Campió del Campionat Nacional d'Escala i Corda: 1990 i 1993
  - Subcampió de l'Individual: 1986
  - Campió del Circuit Bancaixa: 1994
  - Subcampió del Circuit Bancaixa: 1995 i 1997
  - Campió Campionat MAVDA
  - Campió Campionat Sub 21
  - Campió del Trofeu Nadal de Benidorm, 3 voltes